# 673 v.Chr.
Het jaar 673 v.Chr. is een jaartal volgens de christelijke jaartelling.

## Gebeurtenissen

### Klein-Azië
- Koning Bartatua van Scythië verslaat Ishpaka, een Scythische hoofdman bevriend met Urartu.[1]

### Assyrië
- Cyprus betaalt schatting en erkent het Assyrische oppergezag.

### Italië
- Koning Tullus Hostilius (673 - 641 v.Chr.) regeert over Rome.

## Overleden
- Numa Pompilius, koning van Rome

## Verwijzingen
1. ↑  The Kingdom of Armenia By M. Chahin 2001 Routledge ISBN 0700714529